# Calliostoma ocellatum
Calliostoma ocellatum is een slakkensoort uit de familie van de Calliostomatidae. De wetenschappelijke naam van de soort is voor het eerst geldig gepubliceerd in 1863 door Reeve.